# Anne Marie Carl-Nielsen

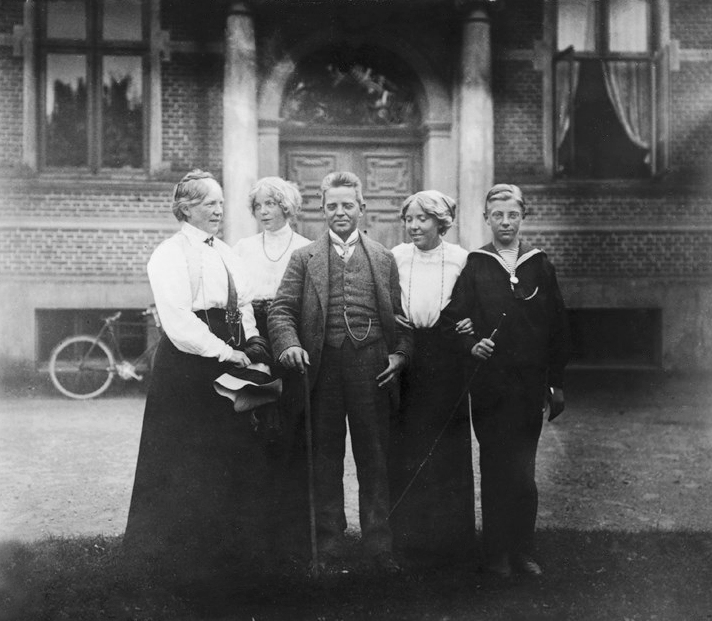
A Nielsen család vendégségben Lollandon, a Fuglsang birtokon, 1915 körül
Anne Marie Carl-Nielsen, Anne Marie Telmányi, Carl Nielsen, Irmelin Johanne és Hans Borge

Anne Marie Carl-Nielsen (született: Anne Marie Brodersen, Sønder Stenderup, 1863. június 21., Dánia – Koppenhága, 1945. február 21.) dán szobrászművész. Hazája első komoly női szobrásza volt. Fő témái a dán állatvilág, a dán emberek és a skandináv mitológia voltak. Carl Nielsen zeneszerző, hegedűművész felesége és Anne Marie Telmányi festőművész édesanyja.

## Élete
Anne Marie egy nagy farmon, a Thygesmindén született Sønder Stenderupban, Kolding közelében. Édesapja, Paul Julius Brodersen, dragonyos volt a Német Szövetség hadseregében, majd birtokot vásárolt és Angliából importált állatokat. Édesanyja, Frederikke Johanne Kirstine Gylling, eredetileg házvezetőnő volt a birtokon. Két testvére volt, húga Lucie Kristine Brodersen (1866–1920) és bátyja Paul Frederik Henrik Brodersen (1861–?).
Tanulmányait August Saabye, szobrász, illetve Jørgen Roed és Henrik Olrik festők irányítása alatt végezte. 1884-ben állították ki először műveit a Charlottenborg tavaszi tárlatán. 1887-ben a Neuhausen díjat nyert egy szökőkútjával, melynek címe Thor és midgardi kígyó (Thor med Midgaardsormen), amit Saabye stúdiójában készített.
1889-ben ösztöndíjat nyert a Nők Művészeti Iskolájától (Kunstskolen for Kvinder) és elutazott Hollandiába, Belgiumba és Párizsba, ahol részt vett a világkiállításon és bronz érmet nyert két borjú figurájával. Az egyik figura 700 koronáért kelt el, mire az édesapja megjegyezte, hogy „ez több, mint amit a borjakért kapott”.
1890-ben a Művészeti Akadémiától (Kunstakademiet) újabb tanulmányutat nyert Párizsba. Itt találkozott 1891. március 2-án Carl Nielsen zeneszerzővel, már március 20-án bejelentették, hogy összeházasodnak. A lakodalomra csak a hivatalos papírok megérkezése után április 10-én került sor. Az egyházi szertartást a firenzei Szent Márk Anglikán templomban tartották május 10-én. A házaspár hosszabb körutazást tett Olaszországban mielőtt visszatért Dániába, ez mindkettejük munkásságára jelentős hatással volt. Anne Marie felvette a Carl-Nielsen családnevet. A házaspárnak három gyermeke született. A legidősebb lányuk Irmelin Johanne (1891–1974) zeneelméletet tanult édesapjától, majd 1919 decemberében hozzáment Eggert Møller (1893–1978) orvoshoz, a Koppenhágai Egyetem professzorához, a Nemzeti Kórház igazgatójához. Középső gyermekük Anne Marie (1893–1983) festőművész, a magyar származású hegedűművész Telmányi Emil felesége lett. Fiuk Hans Borge (1895–1956), egy gyermekkori agyhártyagyulladás következtében értelmileg sérült lett, élete nagy részét a családjától távol, különböző klinikákon töltötte.
1892-ben először vett részt a koppenhágai Szabadkiállításon (Den Frie Udstilling), melynek később állandó kiállítója lett. A bronz borjú szobrocskát kiállította a chicagói világkiállításon is. 1899 szeptemberében elveszítette édesapját. 1903-ban elnyeri az Anker Ösztöndíjat és férjével hosszabb utazást tett Athénba és Isztambulba. 1904-ben elkészítette a Ribe-i székesegyház bronzkapuit, ebben az évben vesztette el édesanyját. 1907-ben megosztva nyerte meg a pályázatot Niels Ryberg Finsen Nobel-díjas orvos emlékműnének elkészítésére. Ebben az évben ismét elnyerte a Neuhausen díjat A gyomláló asszony (En Lugekone) című alkotásával. 1908-ban megbízást kapott IX. Keresztély király lovasszobrának elkészítésére, melyet 1927. november 15-én avattak fel.
1912 és 1914 között tagja volt a Művészeti Akadémia plenáris tanácsának. 1913-ban készítette el Dagmar dán királyné szobrát Ribében. 1916-ban Anna Ancher festőművésszel (aki a skageni festők néven ismert csoport tagja) megalapították a Női Művészek Társaságát (Kvindelinge Kunstneres Samfund). 1927-ben megkapta az Ingenio et Arti aranyérmet. 1928-ban elkészítette férje mellszobrát, melyért később, 1932-ben elnyerte a Thorvaldsen érmet. Részt vett az 1932-es Los Angeles-i és az 1936-os berlini nyári olimpiai játékok művészeti versenyein, de érmet nem szerzett.
1931 októberében elhunyt a férje, emlékére két nagy emlékművet is készített. 1935-ben az Anker ösztöndíj kuratóriumának tagja lett. Elkészítette I. Margit királynő lovasszobrát. 1942-ben több ünnepségez rendeztek a 80. születésnapja alkalmából és a Dán Szobrászok Társaságának (Dansk Billedhugger) tiszteletbeli tagja lett. 1945. február 21-én hunyt el. A koppenhágai székesegyházban ravatalozták fel, majd a koppenhágai Nyugati temetőben (Vestre Kirkegård) helyezték végső nyugalomra, a férje mellé.

## Munkássága
Első ismert műve egy kis agyag bárány volt, melyhez az alapanyagot és a témát is a farm kertjéből vette.

### Carl Nielsen emlékművek

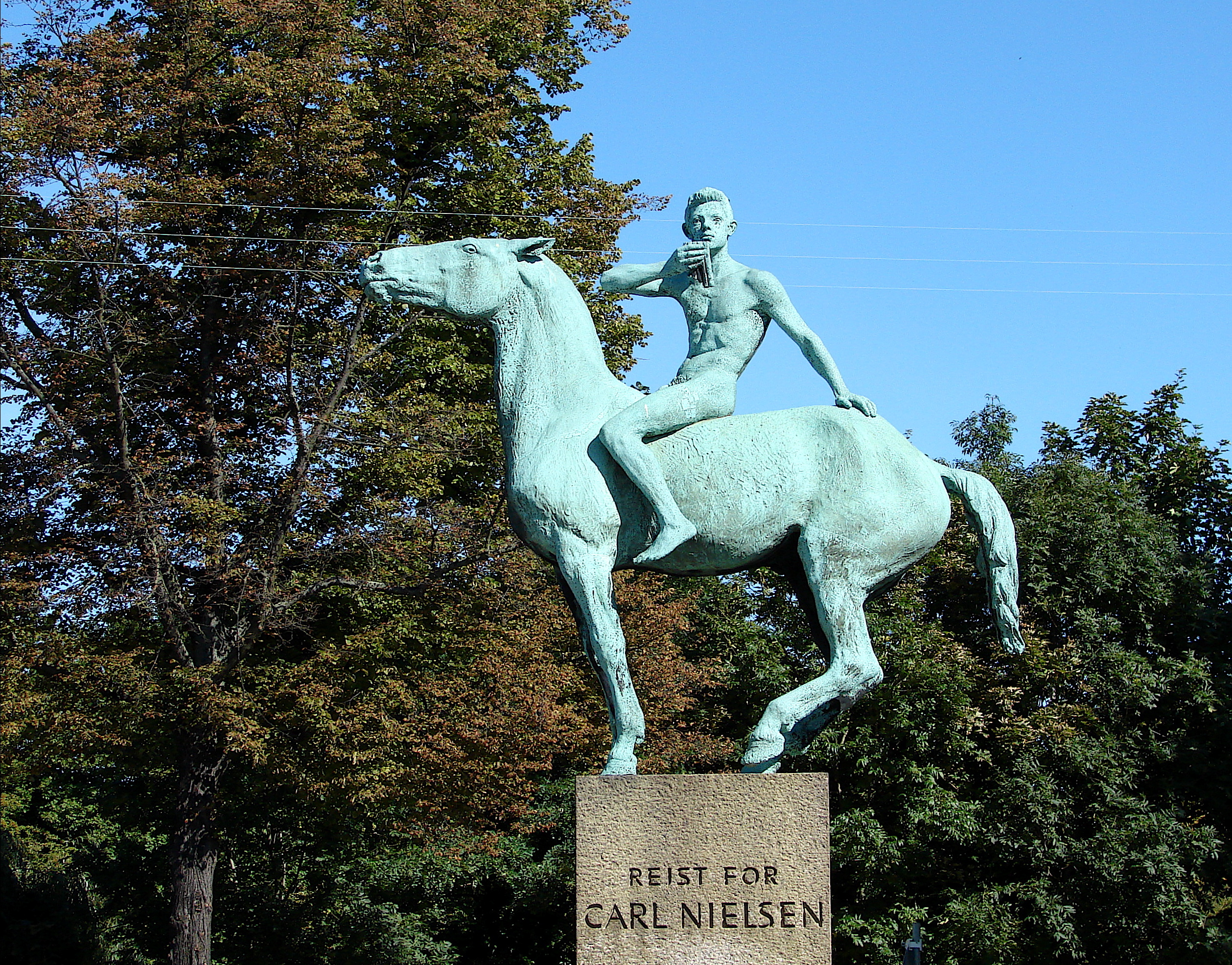
A Carl Nielsen emlékmű Koppenhágában

1933-ban Nørre Lyndelsében állították fel a férje emlékére készített első emlékművét. A szobor egy fa furulyán játszó pásztorfiút ábrázol.
1939-ben Anne Marie Tavasz Fyn-en (Fynsk Foraar) című kompozíciójával állítottak emléket a zeneszerző tiszteletére Koppenhága belvárosában (Indre By) a Kastellet mellett, a Grønningen és a Store Kongensgade sarkán. A szobor egy meztelen fiút ábrázol lóháton pánsíppal a kezében. A ló az eredeti vázlatokon még Pegazus volt.

### A Ribe-i székesegyház bronzkapui
A Ribe-i Miasszonyunk székesegyház több bronzkapuját is Anne Marie készítette. A domborművek többek között a négy evangélistát (Szent Mátét, Szent Márkot, Szent Lukácsot és Szent Jánost) szimbolizálják. Az egyik oldalajtót a kopogtató jellegzetes formája miatt a köznyelv egyszerűen Macskafejes-kapunak (Kathoveddøren) nevezi.

### További fontosabb művei
- IX. Keresztély király lovasszobra a Christiansborg palota udvarán
- I. Margit királynő lovasszobra Roskildében
- Přemysl Dagmar dán királyné szobra Ribében, azon a helyen, ahol elhunyt
- Sellő (Havfrue) (Christians Brygge, Nemzeti Művészeti Múzeum)
- Borjú (Kalve) (A párizsi és a chicagói világkiállításon is szerepel)
- Thor és midgardi kígyó (Thor med Midgaardsormen)
- A gyomláló asszony (En Lugekone)

## Képgaléria

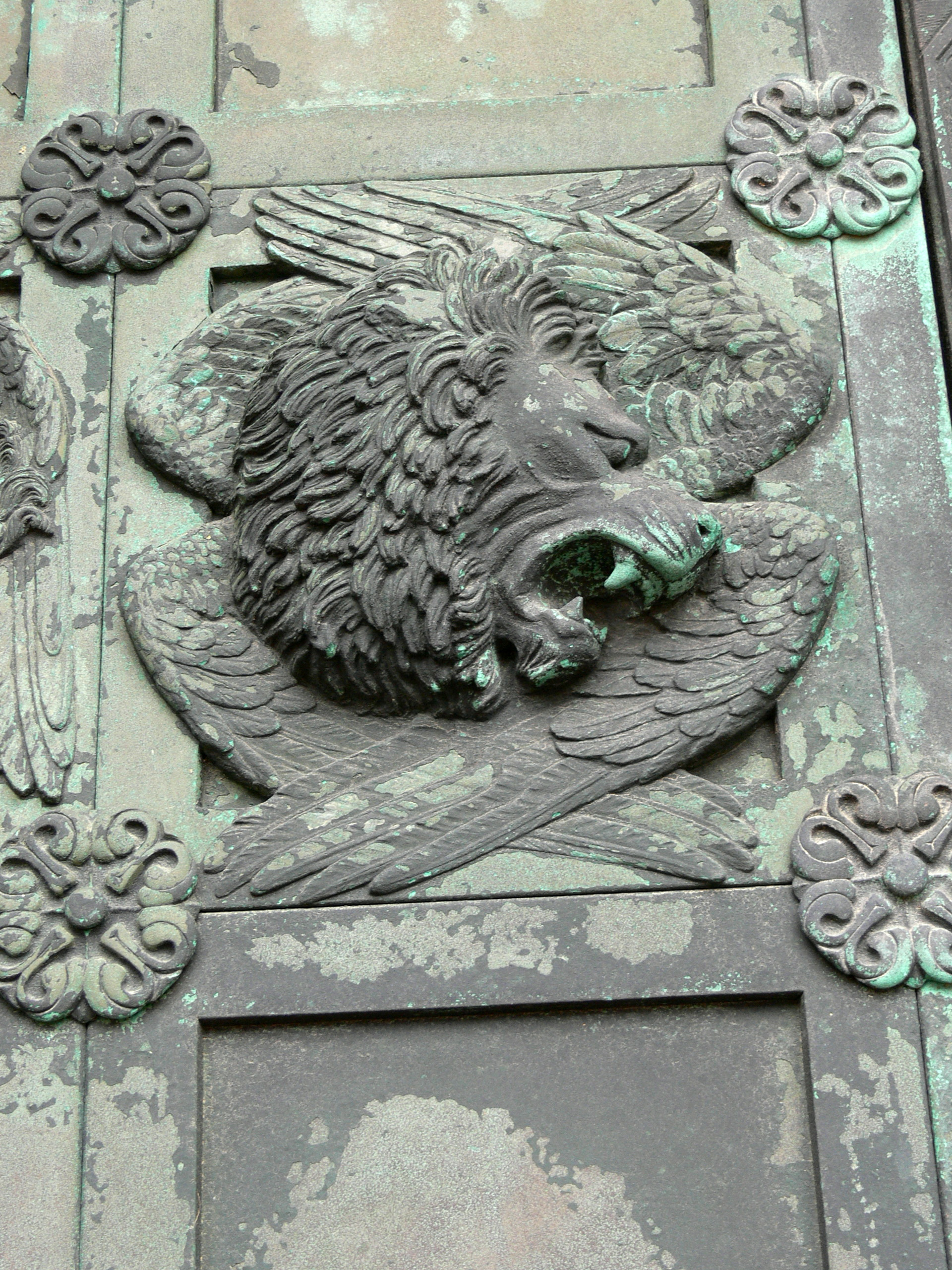
A Ribe-i székeszegyház kapujának Szent Márkot szimbolizáló domborműve a szárnyas oroszlánnal
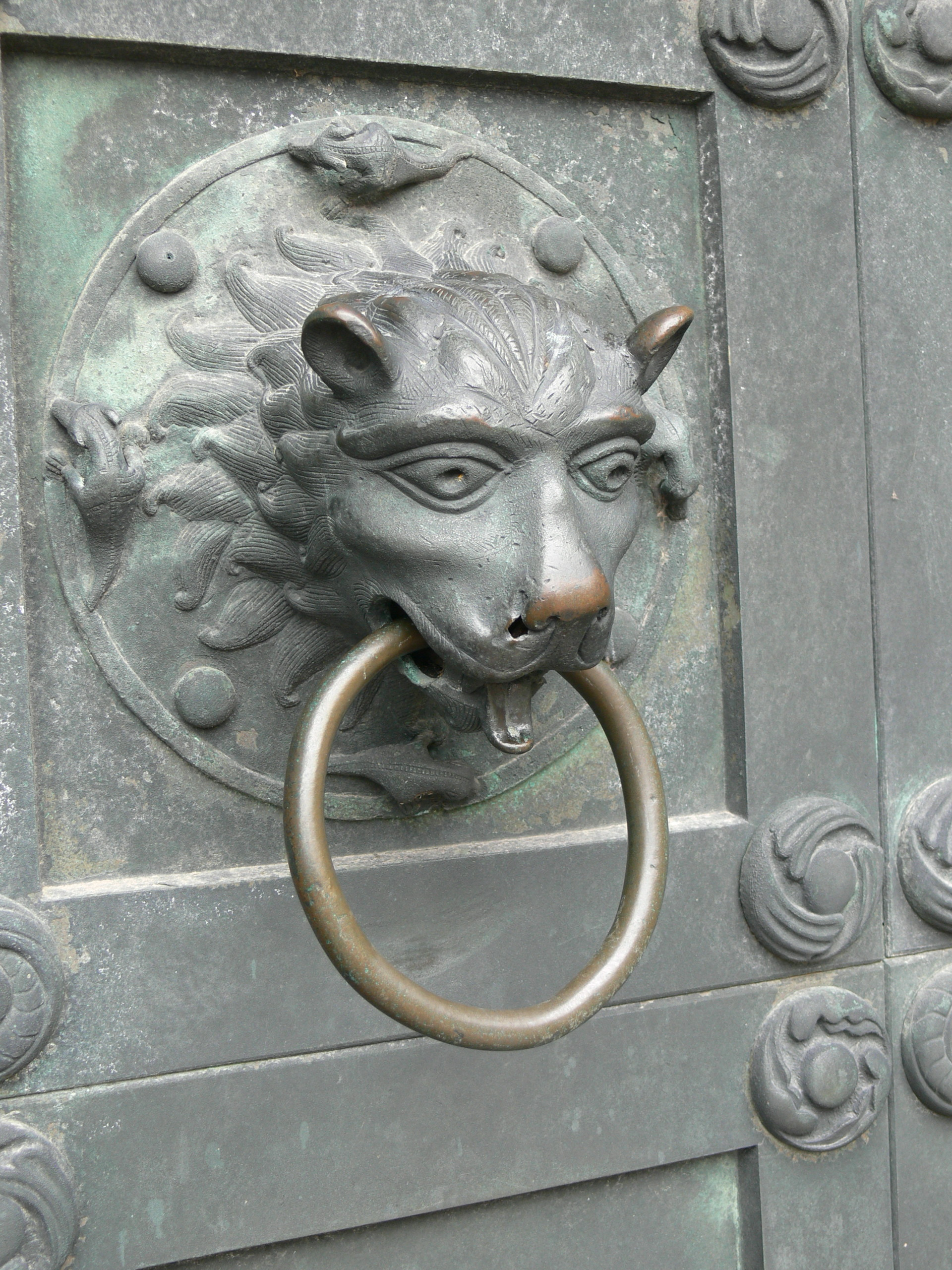
A Ribe-i székesegyház macskafejes kopogtatója
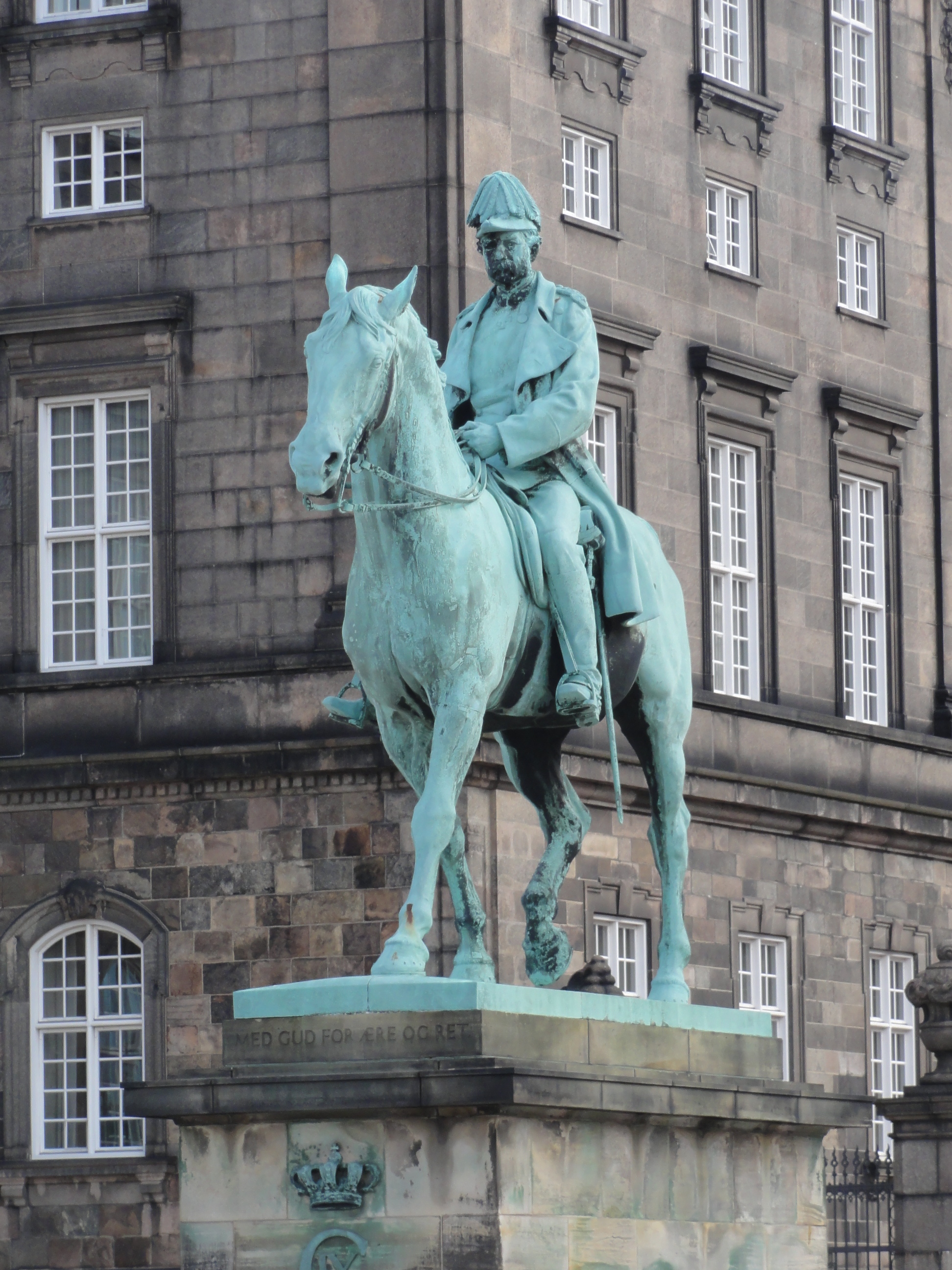
IX. Keresztély király lovasszobra
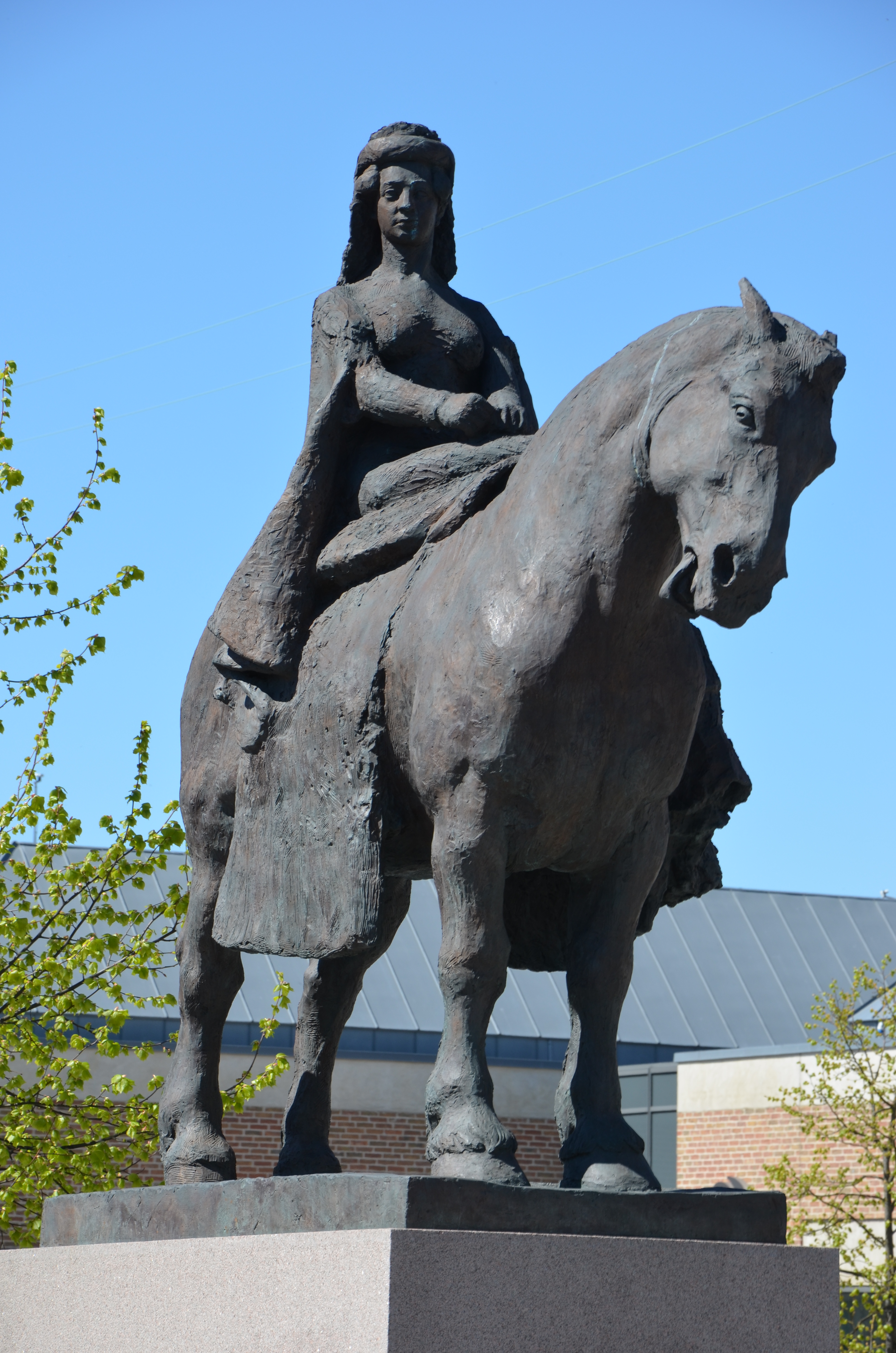
I. Margit királynő szobra
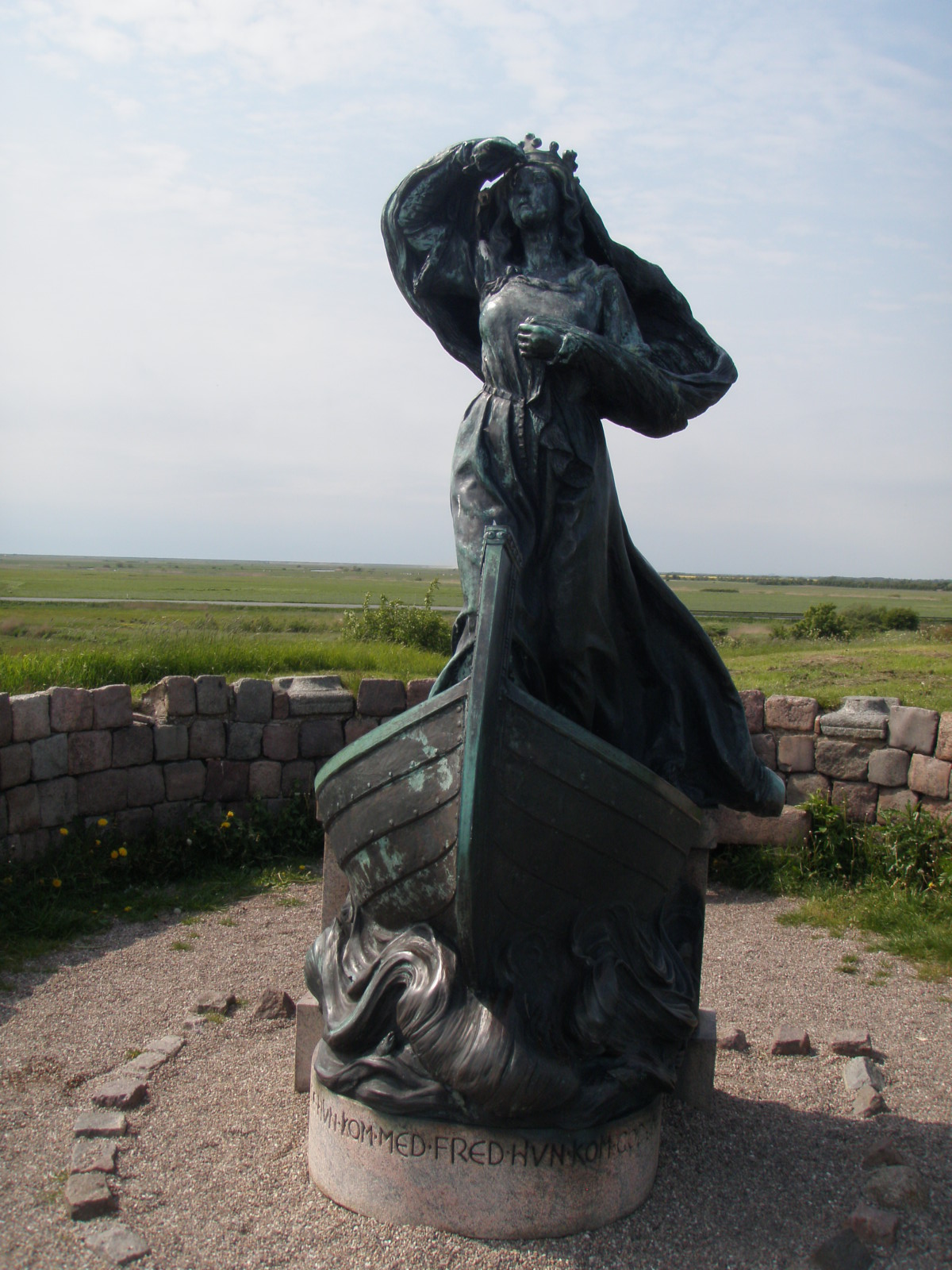
Dagmar királyné szobra Ribében
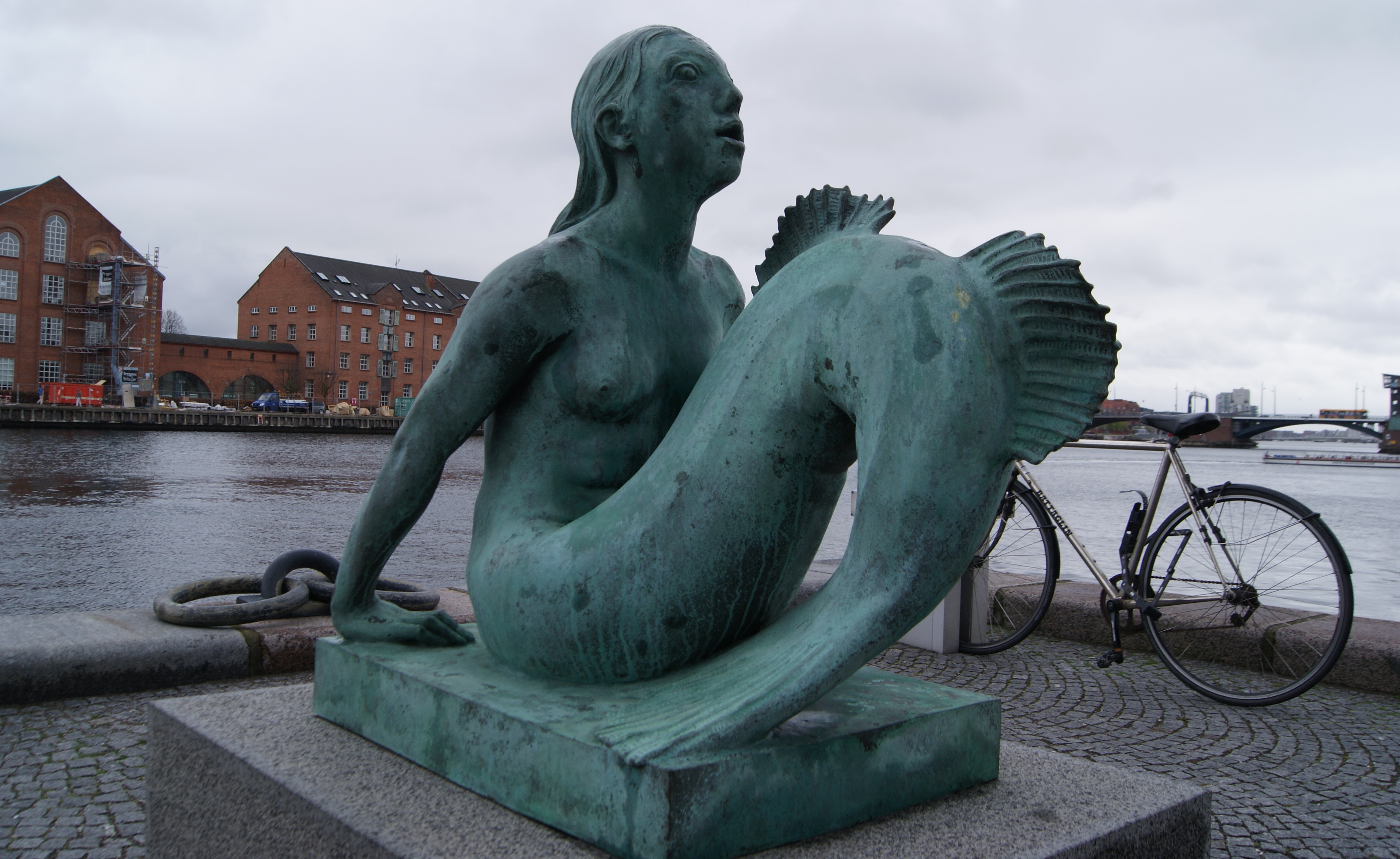
Sellő a Christians Brygge-n
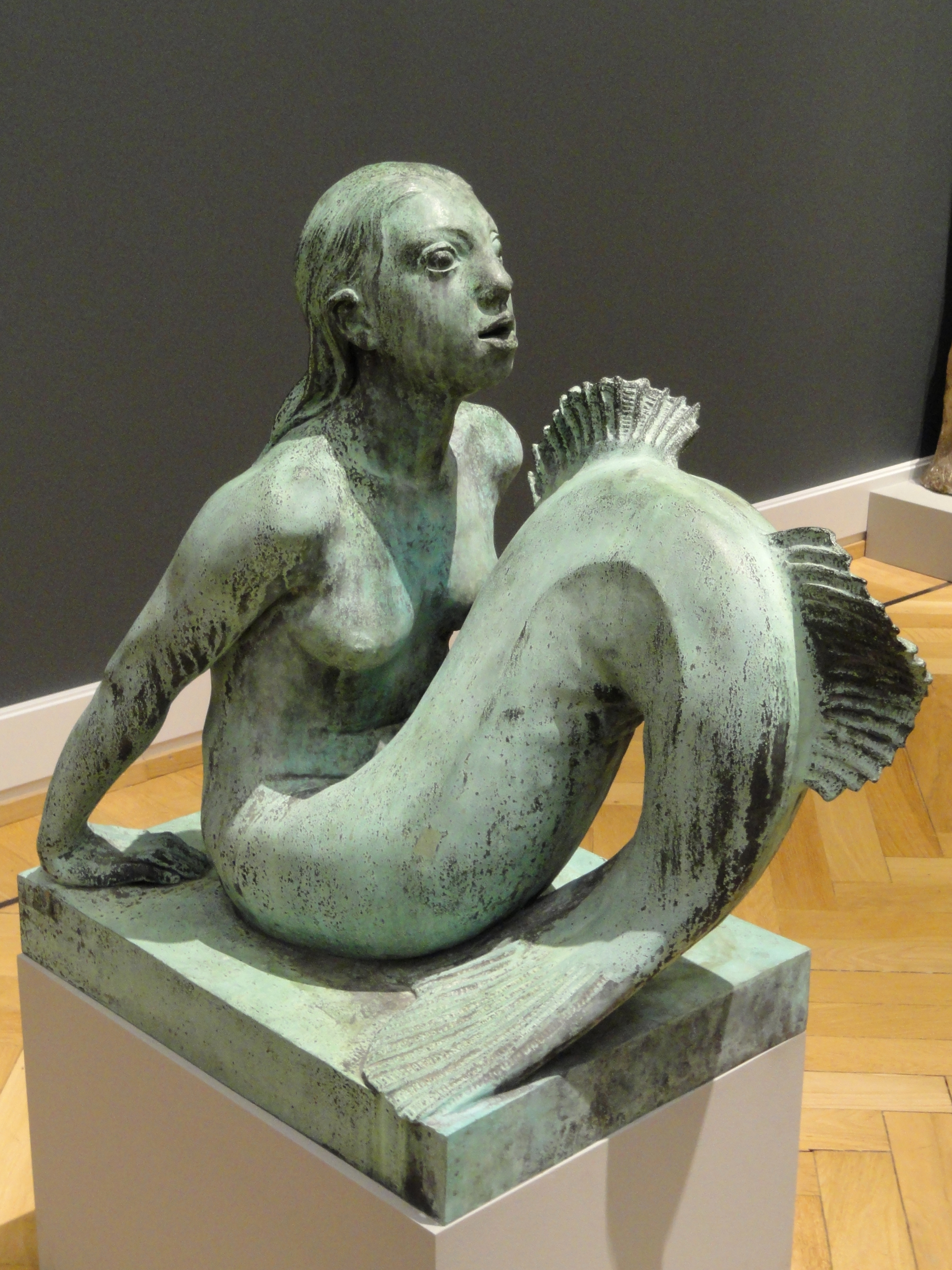
Sellő a Nemzeti Művészeti Múzeumban
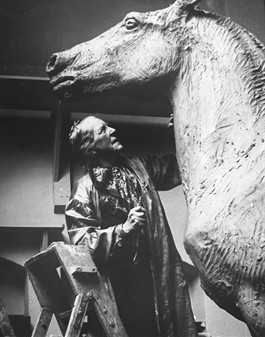
Anne Marie a pegazussal, férje emlékművének készítése közben
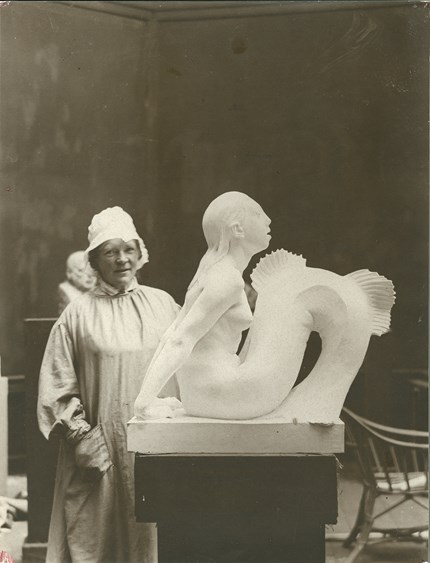
A művész a sellő gipsz vázlatával
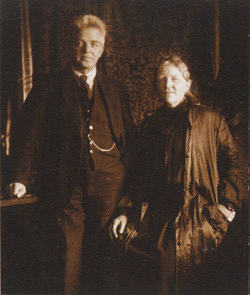
Anne Marie férjével, Carl Nielsennel, 1920 körül
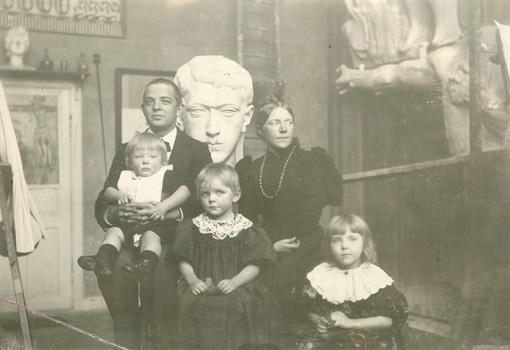
A Nielsen-család
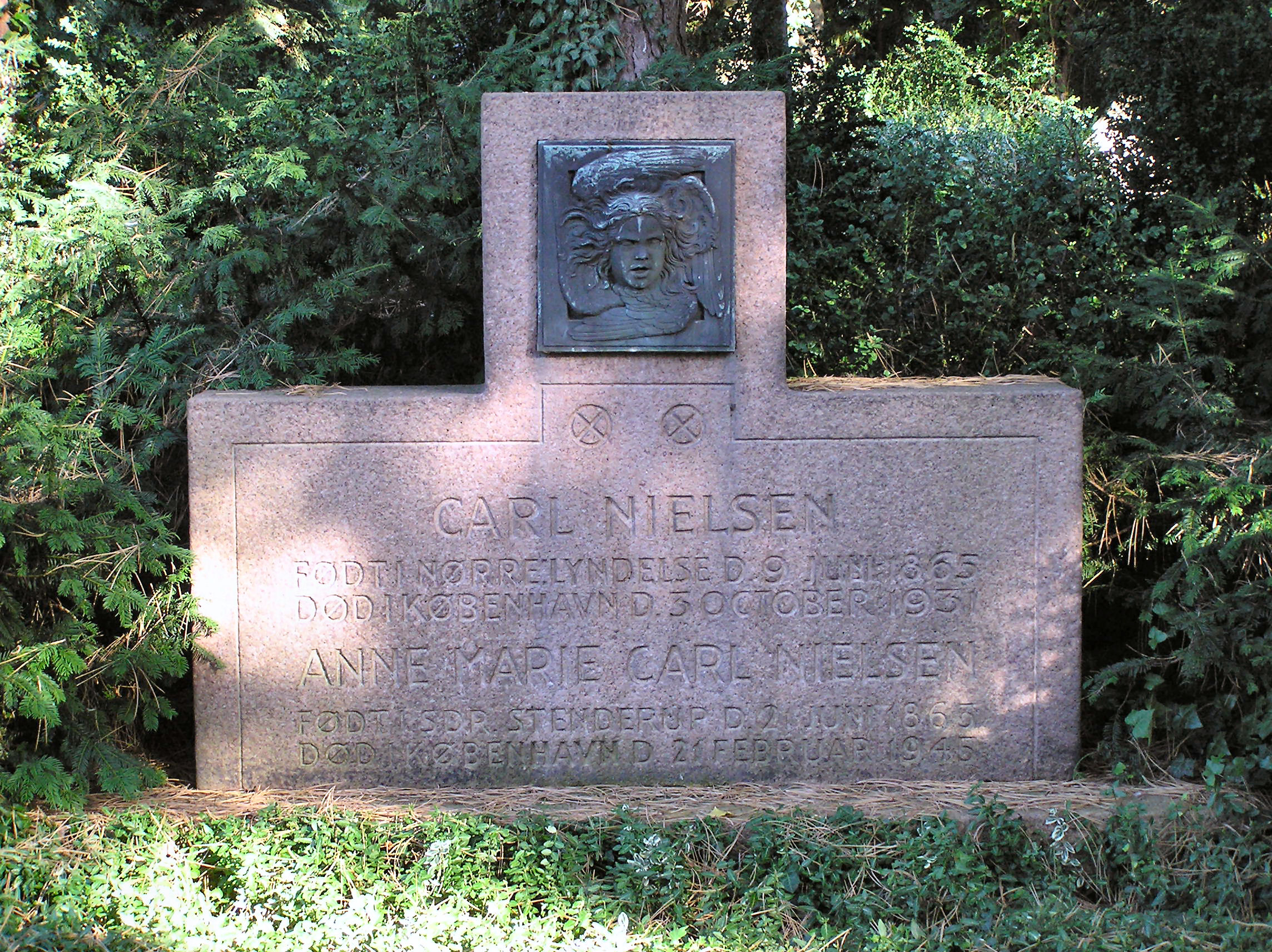
Sírja a Nyugati Temetőben, Koppenhágában

## Díjak, kitüntetések
- Neuhausen díj (1887, 1907)
- A párizsi világkiállítás bronzérme (1889)
- Anker ösztöndíj (1903)
- Ingenio et Arti aranyérem (1927)
- Thorvaldsen érem (1932)

## Fordítás
- Ez a szócikk részben vagy egészben a Anne Marie Carl-Nielsen című angol Wikipédia-szócikk ezen változatának fordításán alapul.  Az eredeti cikk szerkesztőit annak laptörténete sorolja fel. Ez a jelzés csupán a megfogalmazás eredetét és a szerzői jogokat jelzi, nem szolgál a cikkben szereplő információk forrásmegjelöléseként.
- Ez a szócikk részben vagy egészben a Anne Marie Carl Nielsen című dán Wikipédia-szócikk ezen változatának fordításán alapul.  Az eredeti cikk szerkesztőit annak laptörténete sorolja fel. Ez a jelzés csupán a megfogalmazás eredetét és a szerzői jogokat jelzi, nem szolgál a cikkben szereplő információk forrásmegjelöléseként.